# 織田信明
織田 信明（おだ のぶあきら）は、江戸時代前期から中期にかけての旗本。通称は仙千代、式部。官位は従四位下・侍従、讃岐守。

## 生涯
交代寄合・織田長政の長男として誕生した。生母は松平英親の養女。初名は信秋。
元禄3年（1690年）12月12日、家督を相続する。同日、父・長政の遺言により、弟・信清に300石を分与した。その結果、所領は2700石となった。
元禄14年（1701年）9月21日、高家旗本となる。宝永2年（1705年）1月21日、高家職に就任、従五位下・侍従・讃岐守に叙任する。後に従四位下に昇進する。享保8年（1723年）2月18日、高家職を辞任、7月23日、隠居する。長男の信客は早世しており、養子に迎えた甥の信栄に家督を譲る。以後、退翁と号する。
元文元年（1736年）9月20日、死去。享年75。

## 系譜
子女は1男1女。
- 父：織田長政
- 母：松平英親の養女
- 正室：マル - 松浦鎮信の養女、秋月種信の六女
- 生母不明の子女
  - 長男：織田信客
  - 女子：生駒親猶正室
- 養子
  - 男子：織田信栄 - 織田信清の長男